# Tema Kratko

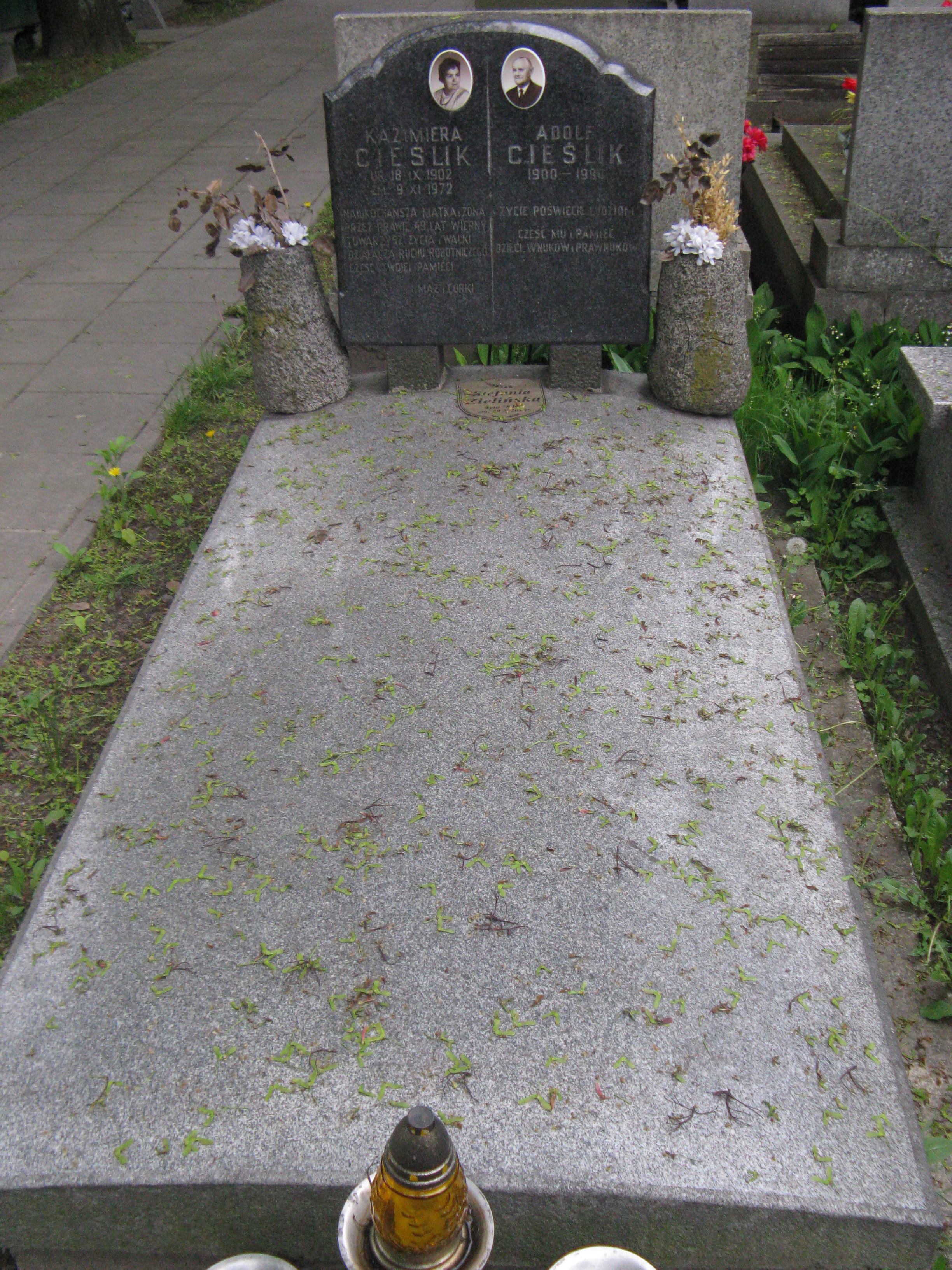
Grób Tamary Kratko na Cmentarzu Wojskowym na Powązkach

Tema (Tamara) Kratko z domu Olszwang (ur. 12 maja 1906 w Brańsku, zm. 31 października 1971 w Warszawie) – działaczka komunistyczna.

## Życiorys
Pochodziła z rodziny żydowskiej, była córką Hirsza (Grzegorza), dyrektora żydowskiej szkoły religijnej. Początkowo uczyła się w domu, od 1922 w gimnazjum w Grodnie, a od 1924 w Wilnie, gdzie w 1926 zdała maturę i podjęła studia na wydziale matematyczno-przyrodniczym Uniwersytetu Stefana Batorego. Wyszła za mąż za działacza komunistycznego Zygmunta Kratko. Działaczka lewicy akademickiej i MOPR, w marcu 1927 aresztowana za działalność komunistyczną, podejrzana o przynależność do KPZB, skazana na 8 lat więzienia, po apelacji wyrok skrócono do 3 lat. Była członkinią komuny więziennej i starostą oddziału kobiecego w więzieniu w Wilnie. W grudniu 1930 zwolniona, w 1931 przeniosła się do Warszawy, gdzie wstąpiła do KPP i była wychowawczynią w zakładach dla dzieci. Działaczka Związku Zawodowego Wychowawczyń w Warszawie. Listopad 1933 – marzec 1934 była odpowiedzialna za drukarnię Wydziału Wojskowego KPP. 1934–1935 obsługiwała z ramienia MOPR dzielnice Wola, Powązki, Muranów i Śródmieście. 1936-1937 była sekretarzem komórki KPP w Domu Sierot w Otwocku, od 1937 w Komitecie Dzielnicowym (KD) KPP Muranów. 1938-1939 robotnica w fabryce perfum. Po ataku Niemiec na Polskę udała się na tereny zajęte przez ZSRR. 1939-1941 pracowała w warsztatach lotniczych we Lwowie, potem ewakuowana w głąb ZSRR, pracowała w kołchozach na Kaukazie i w Turkmenii. W 1944 wstąpiła do ZPP, w kwietniu 1945 wróciła do Polski i wstąpiła do PPR. Zastępca kierownika wydziału personalnego Warszawskiego Komitetu Wojewódzkiego (WKW) PPR 1945-1948, wiceprzewodnicząca Wojewódzkiej Komisji Kontroli Partyjnej (WKKP) (1949-1952), od 1953 w wydziale administracyjnym WKW PZPR. Członek Komisji Rewizyjnej WKW PPR i sekretarz POP przy WKW PZPR. W grudniu 1945 była delegatem z głosem doradczym na I Zjeździe PPR, a w grudniu 1948 jako delegatka brała udział w I Zjeździe PZPR. Od 1957 na rencie dla zasłużonych, później pracowała społecznie w Referacie Historii Partii przy WKW PZPR i w archiwum. Była odznaczona Orderem Sztandaru Pracy II klasy, Krzyżem Kawalerskim Orderu Odrodzenia Polski i Srebrnym Krzyżem Zasługi (1946). Pochowana na wojskowych Powązkach (kwatera C31-3-19).